# Центральний стадіон (Лубни)
«Центральний стадіон» у Лубнах (повна офіційна назва — Лубенський комунальний стадіон «Центральний») — футбольний (з біговими доріжками) стадіон у районному центрі Полтавської області місті Лубнах, що перебуває в комунальній власності; арена ФК «Лубни», база підготовки юних спортсменів міста і району. Перебуває у стані реконструкції.
Розташований на центральній вулиці міста — Ярослава Мудрого.

## Історія і сьогодення
Стадіон «Центральний» у Лубнах був побудований у 1980-х роках, і в липні 1987 року на ньому свої виступи розпочала новостворена (1985) футбольна команда «Сула» — у теперішній час аматорська ФК «Лубни» (учасник обласної першості), для якої стадіон є домашньою ареною.
Попри відносну молодість спортивної споруди, у економічно складних 1990-х стадіон недофінансовувався і через це прийшов у незадовільний стан. Тому з розрахункової місткості стадіону на 8 000 місць глядачів могли приймати лише трохи більше 1 000 місць.
Восени 2009 року в Лубнах оголосили про початок відбудови стадіону «Центральний». На реконструкцію планували витратити понад 1 мільйон гривень (з міського та обласного бюджетів). На стадіоні мали облаштувати два сектори на 800 глядацьких місць західної трибуни, а над кріслами планували перебудувати дах. І хоча гроші були виділені, станом на 2010 рік роботи з реконструкції просувалися дуже повільно, попри те, що зі слів директора стадіону Юрія Климченка (2008), її мали завершити до жовтня 2009 року. На час реконструкції, яка триває, стадіон не закрили.